# Megyn Kelly
Megyn Marie Kelly (Syracuse, Nova York; 18 de novembre de 1970), anteriorment coneguda com a Megyn Kendall, és una periodista de Fox News Channel i exadvocada estatunidenca. A data de 2016 Kelly presenta The Kelly File els vespres d'entre setmana des de la seu del canal a la ciutat de Nova York. Va presentar America Live i, abans, havia copresentat America's Newsroom amb Bill Hemmer. De 2007 a 2012, tots dos van presentar els programes especials de cap d'any de Fox News Channel, All American New Year. El 2014 va ser inclosa en la llista de la revista Time sobre les cent persones més influents.

## Primers anys
Kelly va néixer a Syracuse (Nova York), filla d'Edward Kelly, professor d'educació a la Universitat Estatal de Nova York a Albany, i de Linda, una mestressa de casa. Linda és d'ascendència italiana per part de la seva mare i d'ascendència irlandesa pel seu pare. El pare de Kelly va morir quan ella tenia 15 anys.
Kelly va ser estudiant de l'escola primària Tecumseh, a DeWitt (Nova York). Als nou anys, la seva família es va traslladar al suburbi d'Albany (Nova York), on va assistir a l'institut Bethlehem Central. Després de l'educació secundària, es va llicenciar en ciències polítiques a la Universitat de Syracuse i el 1995 va obtenir un Juris Doctor de l'Escola de Dret d'Albany. Kelly és catòlica.

## Carrera professional

### Dret
Kelly va ser sòcia de l'oficina de Chicago del bufet d'advocats Bickel & Brewer LLP, moment en què va coescriure un article per a la revista de l'American Bar Association, Litigation, anomenat "The Conflicting Roles of Lawyer as Director". Més tard es va unir a Jones Day durant nou anys, en els quals un dels seus clients era l'agència de crèdit Experian.

### Periodisme
El 2003, Kelly es va traslladar a Washington DC, on va ser contractada per WJLA-TV, una televisió afiliada a ABC, com a reportera d'assignació general. Un cop allà, va cobrir esdeveniments nacionals i locals significatius, inclosa la cobertura en directe de les audiències de confirmació del jutge de la Cort Suprema dels EUA Samuel Alito i del Cap de la Justícia John Roberts; la retirada de la jutgessa Sandra Day O'Connor; la mort del Cap de la Justícia William Rehnquist; i les eleccions presidencials de 2004. Després de treballar com a periodista per WJLA, el 2004 Kelly va sol·licitar treballar a Fox News Channel. El president de CNN, Jonathan Klein més tard es penediria no haver obtingut Kelly com a reportera en el començament de la seva carrera, ja que era "el talent que voldries tenir d'un altre lloc".
Kelly va contribuir en talls legals de Special Report with Bret Baier i va presentar la seva pròpia secció, Kelly's Court, durant Weekend Live. Va aparèixer en una secció setmanal a The O'Reilly Factor i de tant en tant va ocupar el lloc de Greta Van Susteren a On the Record, on la majoria dels seus temes es van centrar en qüestions legals i políques. Va col·laborar-hi ocasionalment com una presentadora, però més sovint com a substituta de presentadora els caps de setmana. L'1 de febrer de 2010, Kelly va començar a presentar el seu propi programa de dues hores, America Live, en substitució de l'anterior programa de Fox News The Live Desk. Va ser convidada al programa satíric nocturn de Fox News Red Eye w/ Greg Gutfeld. El 2010, l'audiència de America Live va augmentar un 20%, amb una mitjana d'1.293.000 espectadors, i va augmentar un 4% en el grup demogràfic de 25-54 anys, amb una mitjana de 268.000 espectadors.
Kelly va rebre atenció dels mitjans per la seva cobertura dels resultats de les eleccions presidencials dels Estats Units de 2012. El 6 de novembre de 2012, la nit de les eleccions, Fox News va projectar que Obama guanyaria un segon mandat després que es publiquessin part dels resultats. En resposta a l'oposició de Karl Rove a aquesta projecció, Kelly va demanar a Rove: "Això són simplement matemàtiques que fa com a republicà per sentir-se millor, o és real?"
Kelly va deixar de presentar America Live a inicis de juliol de 2013 per una llicència maternal i va començar a presentar The Kelly File el 7 d'octubre de 2013. The Kelly File va ser el programa de notícies per cable de major audiència del mes d'agost de 2015.
El desembre de 2013 les observacions de Kelly sobre un article de Slate van generar controvèrsia. A The Kelly File, va dir: "Per a tots els nens veient [la televisió] a casa, el Pare Noel només és blanc, però aquesta persona està simplement argumentant que potser també hauríem de tenir un Pare Noel negre". I va afegir, "però el Pare Noel és el que és, i perquè ho sàpigues, només estem debatent això perquè algú va escriure-ho". Kelly també va dir més endavant que Jesús era un home blanc. Poc després, Jon Stewart, Stephen Colbert, Rachel Maddow i Josh Fang, entre d'altres, farien burla dels seus comentaris. Dos dies més tard, va fer declaracions addicionals en directe on afirmava que els seus comentaris originals eren de broma, i que el color de la pell de Jesús és "lluny de resoldre's".
El juny de 2015, Kelly va entrevistar Jim Bob Duggar i Michelle Duggar de 19 Kids and Counting sobre el presumpte abús sexual de cinc nenes pel seu fill Josh Duggar el 2002. Més tard va entrevistar dues de les seves filles, Jill i Jessa. S'estima que amb 3,09 milions d'espectadors (la mitjana del programa era 2.110.000), el programa es va classificar com un dels més vistos, juntament amb la cobertura del vol 17 de Malaysia Airlines (3,2 milions d'espectadors) i la dels desordres de Ferguson (7,3 milions).
El març de 2016, es va anunciar que Kelly presentaria un programa especial d'una hora en horari de màxima audiència per la Fox Broadcasting Company, on entrevistaria celebritats del món de la política, l'entreteniment i d'altres àmbits.

#### Moderadora de debats presidencials republicans
En el debat presidencial del Partit Republicà dels Estats Units el 6 d'agost de 2015, Kelly va preguntar si un home amb el temperament de Donald Trump hauria de ser elegit president. La moderació de Kelly va generar una àmplia gamma de reaccions polítiques i mediàtiques. Kelly va respondre a les crítiques de Trump dient que no es "disculparia" per fer "bon periodisme". Trump es va negar a assistir al debat d'Iowa del 28 de gener que ella va moderar. Després del debat i fora de la càmera, Kelly es va referir a Trump com a "Voldemort". Bill Maher va elogiar Kelly i va afirmar que havia estat "molt millor" que els candidats que van participar en el debat del 28 de gener. Maher també va argumentar que ella era una candidat més viable per a la nominació republicana".

### Escriptora
El febrer de 2016, Kelly va signar un acord per a una novel·la amb HarperCollins, prevista per a finals d'any.

## Premis i reconeixements
Va ser inclosa en la llista de les cent persones més influents de 2014 segons la revista Time. Kelly va aparèixer a la portada de l'edició de febrer de 2016 de Vanity Fair.

## Vida personal
Kelly es va casar amb l'anestesista Daniel Kendall el 29 de setembre de 2001. El matrimoni va acabar en divorci el 2006. L'1 de març de 2008 es va casar amb Douglas Brunt, president i executiu en cap d'Authentium, que es va convertir en novel·lista a temps complet. Tenen tres fills. Políticament, Kelly s'identifica com a independent, i ha votat tant pels demòcrates com pels republicans.